# Lochranza
Lochranza (schottisch-gälisch Loch Raonasa) ist ein Ort in Schottland auf der Insel Arran. Es ist der nördlichste Ort auf der Insel und gehört zu Council Area North Ayrshire.

## Lage
Lochranza liegt am Firth of Clyde an der Nordseite der Insel Arran.

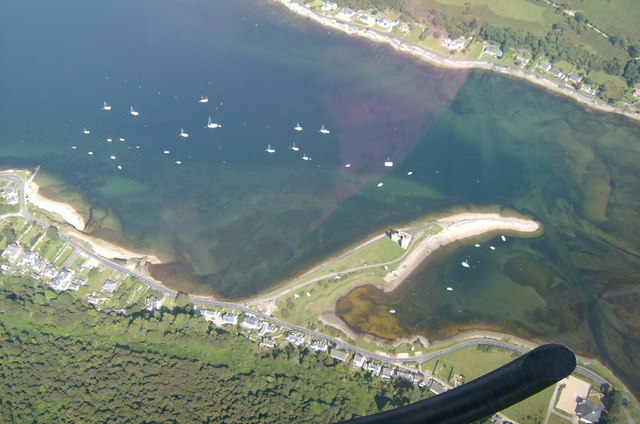
Lochranza

## Verkehr
Lochranza liegt an der Ringstraße, welche komplett um die Insel führt, und verfügt über einen kleinen Fährhafen, von dem man zum Festland und zur Halbinsel Kintyre gelangt.
Eine neue Seebrücke wurde 2003 gebaut, so dass größere Schiffe leichter Zugang finden. Regelmäßige Nutzer der Seebrücke sind die Schaufelraddampfer Waverley und Lord of the Glens, ein kleines Kreuzfahrtschiff.

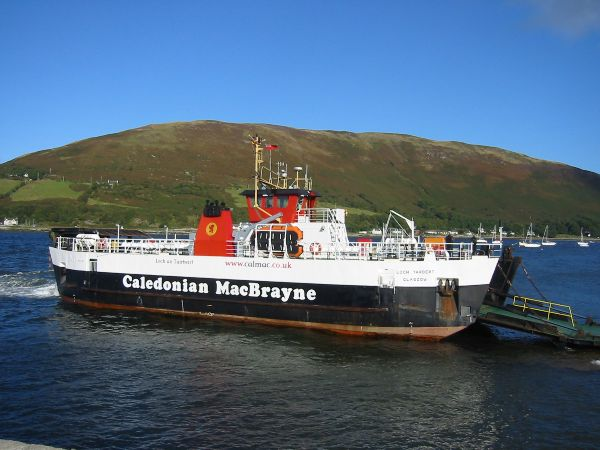
Fähre nach Claonaig bei Tarbert
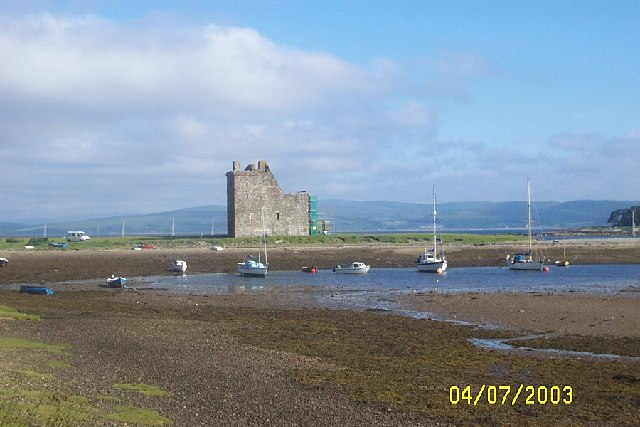
Lochranza Castle

## Tourismus
Auf einer kleinen Landzunge steht die Ruine von Lochranza Castle, die eine markante Landmarke von Lochranza ist.
Im Ort befinden sich eine Whisky-Brennerei, ein großer Campingplatz, ein Metzger und ein Hotel mit Pub und Restaurant. Der einzige Laden in Lochranza ist der Campingplatz-Shop mit einer kleineren Auswahl an Lebensmitteln und Kleinteilen.